# Pjetër Budi
Pjetër Budi (Gur i Bardhë, Albània 1566-1623) fou un bisbe catòlic i destacat poeta albanès. És conegut per la seva primera obra "Doktrina e Kërshtenë" (La doctrina cristiana), una traducció albanesa del catecisme de Robert Bellarmine, que es va publicar a Roma el 1618. El 1599 Pjetër Budi va ser nomenat vicari general de l'Església catòlica a Sèrbia, càrrec que va ocupar durant disset anys. Més tard va ser nomenat bisbe de la diòcesi de Sapë i Sarda.
També va escriure Cusc zzote mesce keto cafsce i duhete me scerbyem (Qui parla de quelcom ha de servír-hi) i un Pasëqyra e t’rrëfyemit o Speculum confessionis, considerades de les primeres obres escrites en llengua albanesa en dialecte gheg.